# 二式單座戰鬥機
二式單座戰鬥機（Ki-44），簡稱二式單戰，暱稱鍾馗、盟軍代號「東條」（Tojo）是日本帝國陸軍在第二次世界大戰中使用的戰鬥機，由中島飛機設計，1940年起至1944年間共生產1,175架。參與鍾馗設計的工程師糸川英夫在自己的回憶錄中認為：一式戰鬥機－隼生得其時因此聲名大噪；但是他自己認為設計出最好的戰機，應該是繼一式戰後設計的「鍾馗」戰鬥機。
原定鍾馗作為高空攔截戰機用為了克制美國的轟炸機隊，後來發現性能不足所以在一型乙開始換裝轟炸機用的Ha-109發動機，鍾馗於試飛期間的模擬作戰曾經擊敗川崎重工的Ki-60及德國運來的Bf-109E；戰爭後期也確實成為日本本土被盟軍轟炸時的防禦主力機種。

## 設計與量產

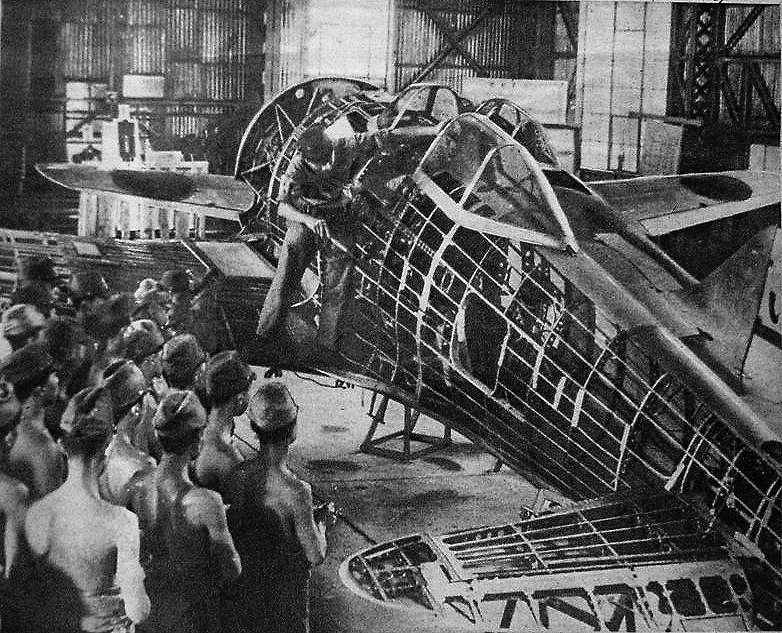
於所澤市陸軍航空後勤學校拆解蒙皮作為教具之Ki44戰機

1936年，中島飛機為日本陸軍設計了九七式戰鬥機；九七式雖然具有許多1930年代新銳戰機的設計，包括全金屬蒙皮、單主翼，但仍然是以格鬥戰見長的設計，並使用固定式起落架。面對1930年代歐洲國家推出如BF-109、噴火式等使用可收式起落架的機種相較落後，陸軍在接收九七式戰鬥機的同時，也開始研擬下一代戰鬥機的需求。
陸軍參謀本部在1937年末起，指示日本陸軍研究三種不同特性的戰鬥機：長程複座雙引擎多功能戰鬥機（未來的二式複座戰鬥機屠龍）、單座重視格鬥的輕型戰鬥機（未來的Ki-43，一式戰-隼）、單座重視速度，火力，對抗敵人大型機的重型戰鬥機；這幾個案子三菱、川崎、中島等飛機設計商都有團隊參與，重戰需求最後則演變成鍾馗的設計起點。在中島公司內，小山悌技師長兼任輕·重戰的總工程師，帶領兩個團隊執行陸軍需求方案，兩個團隊工程師卻也對彼此定位產生質疑；參與Ki-43團隊的工程師青木邦雄認為 Ki-43的性能指標可以直逼Bf-109，相對仍在摸索配套戰術的重戰來說將資源集中早些完成輕戰符合發展策略；Ki-44團隊則認為輕戰機支持者的論點經不起考驗，理由是從諾門罕事件的戰鬥經驗回饋，日本陸軍對抗伊-16戰鬥機經驗中察知空戰中蘇聯飛行員使用一擊脫離戰術已經逐步成熟，已經有可行運用戰術，因此最後中島並無因內部意見割捨，而是繼續讓重戰開發逐步恢復進度。
比起可由九七戰決定下一代戰機指標，重戰初期開發時確實出現技術上陸軍沒有提供需求目標的情況；當陸軍尚未決定標準，中島內部評估重戰性能指標時，是以達成與Bf 109戰鬥機相近性能為目標，部分構造參考了自德國採購的Bf-109E；使用動力來源為當時國產動力中最強勁的Ha-41發動機（輸出功率1,250匹馬力）、預定搭配20公厘空用機炮。Ha-41發動機原先配備在轟炸機上，並非中島在戰鬥機研發配套的最佳首選，但更輕盈的發動機如榮推重比不足，同等級尺寸略為輕盈的金星產能則全提供給海軍，陸軍分不到足夠產量；因此中島只能選擇相對可用的發動機，並配合它的大直徑去設計一種紡錘形機身。陸軍指標在1939年出爐，飛行速度最快要在600公里/小時、巡航速度在400公里/小時、可打30分鐘空戰，並可在5分鐘內飛上5千公尺。
重戰設計初，即納入防護裝置設計；包含外覆防彈橡膠的自封油箱、駕駛座背後裝備13公厘厚鋼板（總重量60公斤），這些在當時的日系戰鬥機皆為首創。在開發的同時，陸軍再度加入性能指標條件：固定式機炮1門、固定式機槍2挺。因此Ki-44完工時火力佈局是以2挺7.7公厘機槍+2挺12.7公厘機槍設計，因此火力比只有機頭機槍的一式戰鬥機隼強大許多。二式戰原型機主要設計以一式戰鬥機為基礎，加入一部分中島上層期待的新開發技術；由於採用了較大的發動機，使得此機外型好比一條大頭魚；為了減少翼載以求高速，其機翼較小，故採用了蝶形空戰襟翼以改善轉彎能力。
二式戰原型機（Ki-44）在1939年11月完成細節設計進入試製階段，1940年4月出廠，5月完工；1940年6月3日首飛。試飛初期發動機震動過大導致機體故障問題耽擱了研發進度，而即使作了多處修改，Ki-44極速只抵達時速580公里（高度3,700公尺）；而且大直徑發動機帶來前方視野不良、降落速度較快（相較於日本研製戰機）等問題，格鬥能力較差也與日本飛行員傳統空戰戰術不合，唯一被稱讚的只有射擊精度優於現役戰機。然而在1941年夏，Ki-44與Bf-109E-7實施模擬空戰時，測考單位才察覺在運用同等空戰戰術條件下Ki-44總體性能優於Bf-109；與Bf-109一同赴日的德國一戰飛行王牌兼試飛員威廉·斯托爾在試飛過Ki-44也認為「如果日本飛行員可以讓所有人善用這架飛機，日本空軍會成為世界頂尖」。
雖然有外國人讚許，但Ki-44問題癥結除了性能未達指標，再者日本陸軍飛行員大部分均未接受過纏鬥空戰以外的理念與教育，這些都阻礙了這架飛機驗收服役的進度。為此日本陸軍決定增造原型機，並抽調10號原型機以前的9架，組成獨立飛行第47中隊（中隊長坂川敏雄少校，Ki-44戰機的審查主任），除了繼續改進飛機缺點，也為研發適合的空戰教材而設計。47中隊於1941年11月正式成軍，趕上12月份的開戰，並在12月25日進行它的首戰任務。
雖然47中隊已將Ki-44投入作戰，但其性能並未達成技術指標，並未大量產製，只製造40架。二式單戰的主要量產版本是更換輸出動力1,500批的Ha-109發動機之Ki-44II，該機於1942年12月完成驗收量產。原本中島還打算推動二式單戰第二次動力增強計畫，更換2,000匹馬力的Ha-145發動機，但是這個計畫與同時期執行中的Ki-84比較後發現性能並沒有突出之處，因此遭到取消。二式單戰的量產到1944年底，隨後產能轉換給四式戰鬥機運用。

## 作戰
由於二式單戰的續航力不夠在南洋戰場長距離攻勢制空作戰使用，主要用於日本本土與中國戰場，或是作為要地空防配置（如守備巨港油田的87戰隊）。二式戰撥交一線部隊時間點主要在1943年初，主要的幾支戰鬥單位，包括撤回本土休整擴編的47戰隊、80戰隊，在中國戰場的85戰隊、在印尼的87戰隊等。另外有些飛行戰隊是僅撥補了少量戰機，並未全戰隊換裝。
中國戰場使用的機種主要是二型乙和二型丙：裝備二型乙的第85戰隊曾駐守中國廣東，1944年駐守牡丹江的二型丙曾截擊過意圖炸毀鞍山鋼鐵廠的B-29超級堡壘轟炸機。Ki-44-II 乙二式单座战斗机“钟馗”乙改，拥有轻巧的机体很适合急跃升攻击，而Ho 301型40 毫米航炮轻巧的炮身也容易塞进 Ki-44 的机翼，上坊良太郎等一批日本陆航的老鸟便利用 Ki-44 的急跃升能力配合Ho 301 的弯曲弹道像高抛投篮一样将 40 毫米喷进弹砸向美军的 B-29，这种诡异的攻击方式取得了不少的战果。在中国战区，Ki44的飞行速度和飞行高度都优于国军的P-40，过去P-40遇到Ki43还可以通过速度优势进行掠袭，但遇到Ki44效果就極為有限，直到P-51C到来才结束Ki44的优势。
战后美军用缴获的Ki-44-II进行飞行测试，與三式戰、四式戰、海軍的雷電二一型、紫電一一型等比較，結論出二式單戰是日本在二战中最好的攔截機。但Ki-44因為飛行特性跟續航力等因素在日本不受重视，加上佈署規模、運用的方式跟日本飛行員的習慣，Ki-44未对盟军造成太多的威胁。

## 衍生型

Ki-44二式单座战斗机图案

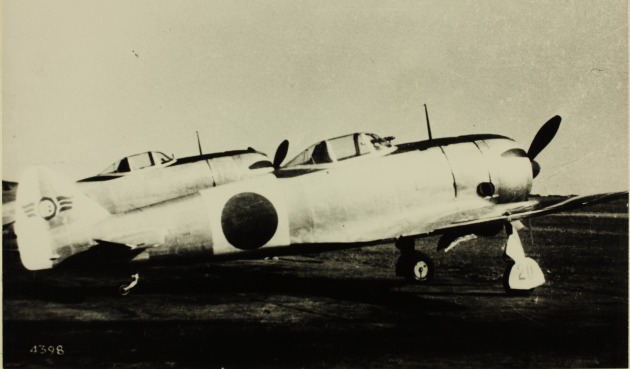
Ki-44二型甲

Ki-44原型機
製造編號 s/n 4401，採用Ha-41發動機（離陸輸出1,250匹馬力），與其它後續量產版本有著不同設計的冷卻裝置。
Ki-44先導量產機
製造編號 s/n 4402-4410，提供給47中隊測評的機種，也是開戰初投入作戰的型號；武備為2挺八九式機槍、2挺12.7mmHo-103重機槍、八九式管狀瞄準鏡。
Ki-44一型
製造編號 s/n 111-150，計生產40架，有甲、乙兩型衍生版本，極速均為580公里，生產時間為1942年2月至1942年9月。
Ki-44一型動力同樣為Ha-41發動機，甲型武裝沿襲先導量產型，乙型改良為4挺12.7mm重機槍；與先導量產型不同之處為潤滑油冷卻器換成環形設計，乙型裝有燃料冷卻器。
Ki-44二型甲
製造編號 s/n 1001-1355，生產時間1942年9月至1943年，計生產355架。
1942年實施之提升計畫，動力更換為Ha-109引擎，極速提升至604公里。二型甲的武備配置沿襲一型甲。
Ki-44二型乙
製造編號s/n 1356-1749，生產時間自1943年至1944年，計生產394架。
固定武裝縮減為機首2挺12.7mm重機槍，主翼機炮艙預留，可因應飛官需求在左右翼各加裝1門Ho 301型40公厘炮，但不是每位飛官都適應該型武器，因此也有拆改回12.7mm重機槍之紀錄。
射擊光學瞄準器仍維持使用八九式瞄準器。
Ki-44二型丙
製造編號s/n 1750-2176，生產時間1944年，計生產427架。
射擊光學瞄準器更換為光網式之百式瞄準器（一〇〇式射撃照準器），維持4門12.7mm重機槍火力佈局。
Ki-44三型
僅生產1架的測試型號，動力更換為Ha-145引擎（離陸輸出功率1,900匹馬力），增大機翼面積、使用集中式單排氣管；武備未配置。
有甲、乙兩種未生產的計畫構型，甲型為4挺Ho-5機炮，乙型為機首2挺Ho-5機炮、機翼2挺Ho 203型37公厘空用炮。

## 使用國家

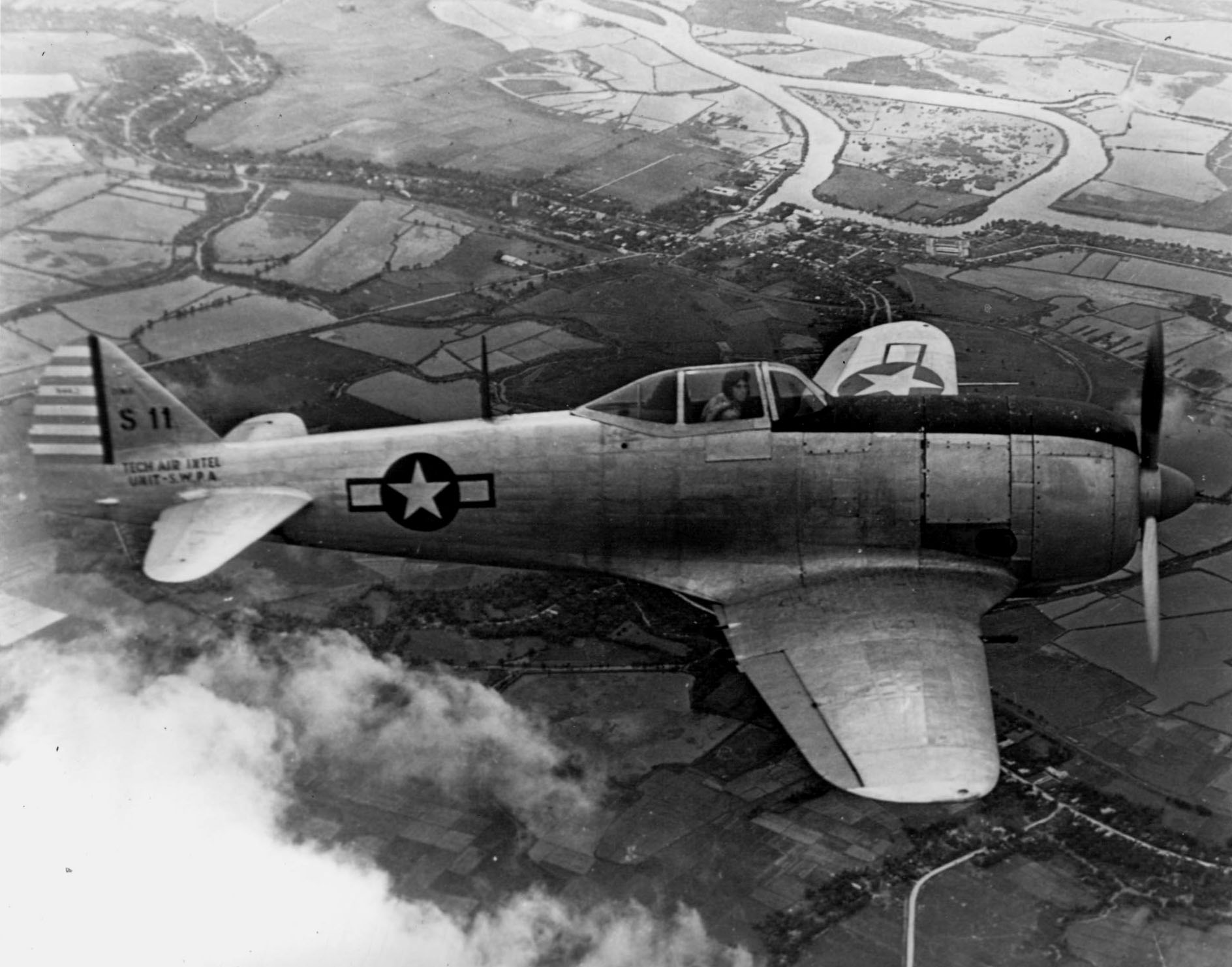
二戰後被美國陸軍航空軍接收並接受飛行測試的Ki-44

日本
- 第9飛行戰隊
- 第22飛行戰隊
- 第23飛行戰隊
- 第29飛行戰隊
- 第59飛行戰隊
- 第64飛行戰隊
- 第70飛行戰隊
- 飛行第85戰隊
- 第87飛行戰隊
- 第104飛行戰隊
- 第246飛行戰隊
- 第47飛行中隊
- 明野陸軍飛行學校

 美国
二戰後被美國接收並運回進行飛行測試，期間被塗上美國陸軍航空軍戰機的白星標記。
 中華民國
中華民國空軍抗戰勝利後接收了一批二式戰，編配至六大隊第18中隊。
服役時間從1945年10月至1946年8月。
 中华人民共和国
解放軍於1946年接收了关东军留下的3架二型乙，1架二型乙用於飛行訓練。

## 名稱由來

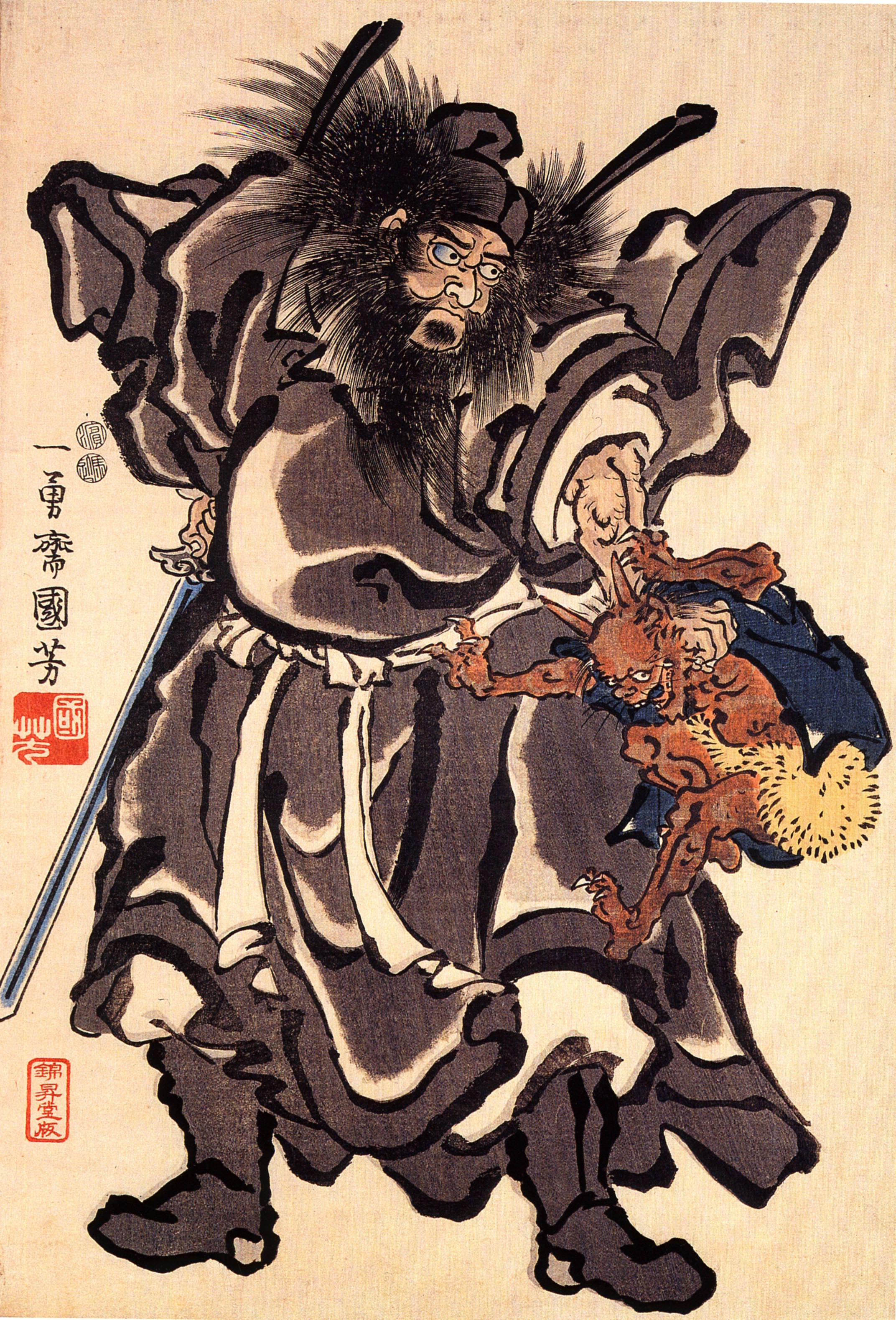
捉鬼大師--鐘馗

鐘馗原本是中國民間信仰的驅魔真君，由於當時日本已準備與美國開戰，鐘馗（二式Ki-44戰鬥機）則有對付洋鬼子（美國人）之意。